# Wahlkreis Saint-Barthélemy und Saint-Martin
Der Wahlkreis Saint-Barthélemy und Saint-Martin (französisch: Circonscription de Saint-Barthélemy et Saint-Martin) ist ein Überseewahlkreis für die französische Nationalversammlung. Der Wahlkreis entstand 2008 infolge der Herauslösung der beiden Inseln aus dem Übersee-Département Guadeloupe und die erste Wahl in dem neuen Wahlkreis fand 2012 statt. Davor war er Bestandteil des 4. Wahlkreises von Guadeloupe.

## Geographie
Der Wahlkreis Saint-Barthélemy und Saint-Martin umfasst die Insel Saint-Barthélemy und Saint-Martin, den nördlichen Teil der Insel St. Martin, die zu Frankreich gehört. 

## Wahlkreisabgeordnete
| Legislatur | Gewählt                              | Partei                            |
| ---------- | ------------------------------------ | --------------------------------- |
| 14.        | Daniel Gibbes                        | Union pour un mouvement populaire |
| 15.        | Claire Guion-Firmin (geboren Javois) | Les Républicains                  |
| 16.        | Frantz Gumbs                         | La République en Marche           |
| 17.        | Frantz Gumbs                         | Ensemble pour la République       |

## Wahlergebnisse

### Parlamentswahl 2012
| Kandidaten               | Parteien          | 1. Wahlgang | 1. Wahlgang | 2. Wahlgang | 2. Wahlgang |
| Kandidaten               | Parteien          | Stimmen     | %           | Stimmen     | %           |
| ------------------------ | ----------------- | ----------- | ----------- | ----------- | ----------- |
| Daniel Gibbesgewählt     | UMP               | 2.641       | 39,9        | 4.108       | 52,3        |
| Guillaume Arnell         | DVG               | 1.695       | 25,6        | 3.748       | 47,7        |
| Louis Mussington         | PS                | 1.107       | 16,7        |             |             |
| Jacques Hamlet           | DVD               | 511         | 7,7         |             |             |
| Louis Jeffry             | DVD               | 353         | 5,3         |             |             |
| Nicole Thiebault         | FN                | 312         | 4,7         |             |             |
| Benoît Chauvin           | ECO               | 0           | 0,0         |             |             |
| Gesamt                   | Gesamt            | 6.619       | 100         | 7.856       | 100         |
|                          |                   |             |             |             |             |
| Ungültige Stimmen        | Ungültige Stimmen | 216         | 3,2         | 298         | 3,7         |
| Wähler                   | Wähler            | 6.835       | 30,1        | 8.154       | 35,9        |
| Wahlberechtigte          | Wahlberechtigte   | 22.734      |             | 22.738      |             |
|                          |                   |             |             |             |             |
| Quelle: Innenministerium |                   |             |             |             |             |

### Parlamentswahl 2017
| Kandidaten               | Parteien              | 1. Wahlgang | 1. Wahlgang | 2. Wahlgang | 2. Wahlgang |
| Kandidaten               | Parteien              | Stimmen     | %           | Stimmen     | %           |
| ------------------------ | --------------------- | ----------- | ----------- | ----------- | ----------- |
| Claire Javoisgewählt     | UMP                   | 1.538       | 26,0        | 3.462       | 54,7        |
| Ines Bouchaut-Choisy     | REM                   | 1.286       | 21,8        | 2.864       | 45,3        |
| Jacques Hamlet           | DVD                   | 1.122       | 19,0        |             |             |
| Marthe January           | DVD                   | 600         | 10,1        |             |             |
| René Arnell              | DVG                   | 331         | 5,6         |             |             |
| Patrick Ouvrard          | FN                    | 279         | 4,7         |             |             |
| Karine Fleming           | DVD                   | 216         | 3,7         |             |             |
| Benoît Chauvin           | ECO                   | 185         | 3,1         |             |             |
| Patricia Chance-Duzant   | DIV                   | 127         | 2,1         |             |             |
| René-Jean Duret          | DIV                   | 121         | 2,0         |             |             |
| Richard Antoine Lédée    | DIV                   | 61          | 1,0         |             |             |
| Grégory Isambourg        | DIV                   | 27          | 0,5         |             |             |
| Cyril Dieumegard         | EXD                   | 19          | 0,3         |             |             |
| Gesamt                   | Gesamt                | 5.912       | 100         | 6.326       | 100         |
|                          |                       |             |             |             |             |
| Leere Stimmzettel        | Leere Stimmzettel     | 114         | 1,9         | 185         | 2,8         |
| Ungültige Stimmzettel    | Ungültige Stimmzettel | 73          | 1,2         | 125         | 1,9         |
| Wähler                   | Wähler                | 6.099       | 24,0        | 6.636       | 26,1        |
| Wahlberechtigte          | Wahlberechtigte       | 25.391      |             | 25.414      |             |
|                          |                       |             |             |             |             |
| Quelle: Innenministerium |                       |             |             |             |             |

### Parlamentswahl 2022
| Kandidaten               | Parteien              | 1. Wahlgang | 1. Wahlgang | 2. Wahlgang | 2. Wahlgang |
| Kandidaten               | Parteien              | Stimmen     | %           | Stimmen     | %           |
| ------------------------ | --------------------- | ----------- | ----------- | ----------- | ----------- |
| Frantz Gumbsgewählt      | DVC                   | 2.383       | 47,1        | 3.921       | 67,2        |
| Daniel Gibbes            | DVD                   | 1.398       | 27,6        | 1.913       | 32,8        |
| Béatrice Caze            | REC                   | 447         | 8,8         |             |             |
| Claire Javois            | LR                    | 330         | 6,5         |             |             |
| Sabrina Rivere Bonzom    | DIV                   | 304         | 6,0         |             |             |
| Victor Paines Stephen    | REG                   | 199         | 3,9         |             |             |
| Gesamt                   | Gesamt                | 5.061       | 100         | 5.834       | 100         |
|                          |                       |             |             |             |             |
| Leere Stimmzettel        | Leere Stimmzettel     | 107         | 2,1         | 122         | 2,0         |
| Ungültige Stimmzettel    | Ungültige Stimmzettel | 51          | 1,0         | 78          | 1,3         |
| Wähler                   | Wähler                | 5.219       | 21,2        | 6.034       | 24,6        |
| Wahlberechtigte          | Wahlberechtigte       | 24.563      |             | 24.567      |             |
|                          |                       |             |             |             |             |
| Quelle: Innenministerium |                       |             |             |             |             |

### Parlamentswahl 2024
| Kandidaten               | Parteien              | 1. Wahlgang | 1. Wahlgang | 2. Wahlgang | 2. Wahlgang |
| Kandidaten               | Parteien              | Stimmen     | %           | Stimmen     | %           |
| ------------------------ | --------------------- | ----------- | ----------- | ----------- | ----------- |
| Frantz Gumbsgewählt      | DVC                   | 2.867       | 41,4        | 3.942       | 56,0        |
| Alexandra Questel        | DVD                   | 1.378       | 19,9        | 3.095       | 44,0        |
| Philippe Philidor        | DVD                   | 1.170       | 16,9        |             |             |
| Clément Chapdelaine      | REC                   | 680         | 9,8         |             |             |
| Ricardo Bethel           | DIV                   | 399         | 5,8         |             |             |
| Hervé Meunier            | DVD                   | 230         | 3,3         |             |             |
| Lila Krimi               | DIV                   | 102         | 1,5         |             |             |
| Diane Felix              | REG                   | 93          | 1,3         |             |             |
| Gesamt                   | Gesamt                | 6.919       | 100         | 7.037       | 100         |
|                          |                       |             |             |             |             |
| Leere Stimmzettel        | Leere Stimmzettel     | 213         | 2,9         | 179         | 2,5         |
| Ungültige Stimmzettel    | Ungültige Stimmzettel | 100         | 1,4         | 83          | 1,1         |
| Wähler                   | Wähler                | 7.232       | 28,7        | 7.299       | 28,9        |
| Wahlberechtigte          | Wahlberechtigte       | 25.227      |             | 25.233      |             |
|                          |                       |             |             |             |             |
| Quelle: Innenministerium |                       |             |             |             |             |